# Gryźliny (gmina)
Gryźliny (od 1938 Nowy Dwór Bratiański) – dawna gmina wiejska istniejąca w latach 1934–1938 w woj. pomorskim (dzisiejsze woj. warmińsko-mazurskie). Siedzibą władz gminy były Gryźliny.
Gmina zbiorowa Gryźliny została utworzona w ramach reformy na podstawie ustawy scaleniowej 1 sierpnia 1934 roku w powiecie lubawskim w woj. pomorskim (II RP) z dotychczasowych jednostkowych gmin wiejskich: Chrośle, Gryźliny, Jamielnik, Lekarty, Nowydwór, Radomno i Skarlin (oraz z obszarów dworskich położonych na tych terenach lecz nie wchodzących w skład gmin). 
1 kwietnia 1938 roku gmina została zniesiona, a z jej obszaru utworzono gminę Nowy Dwór Bratiański.